# John Day (toneelschrijver)
John Day (Cawston, Norfolk, Engeland, ca. 1574 - 1640) was een Engels toneelschrijver ten tijde van Elizabeth I en Karel I.
Day werkte voornamelijk in dienst van de Londense theatermanager en impresario Philip Henslowe, en schreef, zoals destijds gebruikelijk, vaak samen met andere toneelschrijvers, onder wie Henry Chettle, William Haughton, Thomas Dekker, Richard Hathwaye en Wentworth Smith. Zijn naam is verbonden aan 22 stukken.
Zijn beste werk leverde Day voor het kindergezelschap Children of the Revels, met onder meer drie komedies: Law-Trickes, or Who would have thought it, Humour out of Breath (beide gepubliceerd in 1608) en The Isle of Gulls (1606).
Als zijn beste werk wordt gezien The Parliament of Bees (verschenen in 1641). Dit is niet een echt toneelstuk, maar is opgebouwd uit 12 korte dialogen in verzen, veelal gebaseerd op werk van Thomas Dekker.
John Day wordt gerekend tot de 'kleinere' toneelschrijvers en verkeerde vaak in slechte financiële omstandigheden, zoals blijkt uit het dagboek van Henslowe.
- Bibliothèque nationale de France: cb13339998x (data)
- Gemeinsame Normdatei: 135885426
- International Standard Name Identifier: 0000 0000 8096 7967
- Library of Congress Control Number: n80038410
- Nationale Bibliotheek van Israël: 987007271781105171
- Nederlandse Thesaurus van Auteursnamen: 067854672
- LIBRIS: 319878
- Système universitaire de documentation: 050170481
- Trove: 806624
- Virtual International Authority File: 17370001
- WorldCat: E39PBJyWTjwYygcHxfFRK6FdwC